# Неа Драсис
„Неа Драсис“ (на гръцки: Νέα Δράσις, в превод Нова борба) е гръцки вестник, излизал в Сяр, Гърция от 10 февруари 1929 година.
Подзаглавието е Седмичен политически – икономически – обществен наблюдател – орган на либерални начала (Εβδομαδιαία πολιτική – οικονομική – κοινωνική επιθεώρησις – όργανον φιλελευθέρων αρχών). Собственик-директор е Георгиос Авдзис. Вестникът излиза в четири страници 37 х 52.